# Kovács Attila (operaénekes)
Kovács Attila (Kolozsvár, 1942. január 27. –) operaénekes (basszus).

## Életpályája
Tanulmányait 1960–1965 között a kolozsvári Zeneakadémián végezte. 1965-től 1981-ig a Kolozsvári Állami Magyar Opera magánénekese volt. Annak a nagy nemzedéknek a tagja, melyhez Simon Katalin, Vargha Piroska, Fogel László (Kovács legközelebbi barátja), Kónya Dénes Lajos, Szilágyi Károly és mások tartoznak.
1981 óta Németországban él. 1981–83-ban a hageni Städtische Bühnében énekelt, 1983-tól a kieli Bühnen der Landeshauptstadt tagja. Vendégszerepelt Parmában (1970), Luzernben (1981), Reykjavíkban (1988).

## Emlékezetes szerepei

### Kolozsváron
- II. Fülöp (Verdi: Don Carlos)
- Leporello (Mozart: Don Giovanni)
- Mefisztó (Gounod: Faust)
- Gremin herceg (Csajkovszkij: Anyegin)
- Kékszakállú (Bartók Béla: A kékszakállú herceg vára)

### Hagenben
- Sir John Falstaff (Nicolai: A windsori víg nők)
- Tom (Verdi: Álarcosbál)

### Kielben
- Borisz Godunov (Muszorgszkij: Borisz Godunov)
- Don Basilio (Rossini: A sevillai borbély)
- Lord Syndham (Lortzing: Cár és ács)

Nagy sikerrel énekelte Luzernben Enescu Oedipjának címszerepét a Bartók és Enescu centenáriumára rendezett fesztiválon.